# 広島県道438号羽出庭向原線
広島県道438号羽出庭向原線（ひろしまけんどう438ごう はでにわむかいはらせん）は、広島県三次市から安芸高田市に至る一般県道である。

## 概要
三次市三和町羽出庭から安芸高田市向原町坂に至る。

### 路線データ
- 起点：三次市三和町羽出庭（広島県道52号世羅甲田線交点）
- 終点：安芸高田市向原町坂（広島県道29号吉田豊栄線交点）
- 総延長：約10.3 km

## 路線状況
ほぼまっすぐに三次・安芸高田市境付近にある水越峠（560 m）を越える路線。未改良箇所があり、大型車は通行困難。

## 地理

### 通過する自治体
- 三次市
- 安芸高田市

### 交差する道路
| 交差する道路           | 市町村名   | 交差する場所 | 交差する場所 |
| ---------------------- | ---------- | ------------ | ------------ |
| 広島県道52号世羅甲田線 | 三次市     | 三和町羽出庭 | 起点         |
| 広島県道29号吉田豊栄線 | 安芸高田市 | 向原町坂     | 終点         |

### 沿線
- 大土山

### 峠
- 水越峠（標高560 m、三次市 - 安芸高田市）